# Jack O’Brian
Jack O’Brian (eigentlich John Dennis Patrick O’Brian; * 16. August 1914 in Buffalo, New York; † 5. November 2000 in Manhattan) war ein US-amerikanischer Journalist.
Er arbeitete beim New York Journal American als Fernsehkritiker und war ein Unterstützer von Joseph McCarthy.
So startete er über CBS-News eine Serie von Attacken auf Don Hollenbeck. Die Frage, ob O’Brian den Fernsehreporter Hollenbeck (der durch Suizid starb) damit möglicherweise in den Tod getrieben hat, wurde 2005 in dem Film Good Night, and Good Luck aufgegriffen.